# Niskie loty
Niskie loty (pers. ارتفاع پست / Ertefa-e past) – irański film akcji z 2002 roku w reżyserii Ebrahima Hatamikii. Zdjęcia kręcono w Teheranie.

## Fabuła
Ghasem (Hamid Farrochneżad) wraz z żoną Narges (Leila Hatami), swoją matką oraz innymi krewnymi postanawia polecieć do Bandar-e Abbas w Iranie, aby podjąć pracę w przedsiębiorstwie przemysłowym. Ponieważ dotychczasowe warunki pracy i życia są mało satysfakcjonujące, każdy przyjmuje zaproszenie z przyjemnością. Narges jest jedyną osobą, która zna prawdziwe intencje swojego męża. Gdy samolot wzbija się w powietrze, Ghasem za pomocą pistoletu, rozbraja obsługę samolotu, włamuje się do kokpitu i wymaga od pilotów zmiany trasy w kierunku Dubaju. Brak paliwa powoduje, iż samolot spada do wody na środku oceanu.

## Obsada
- Hamid Farrochneżad – Ghasem
- Leila Hatami – Narges
- Gohar Chejrandisz – Atije